# Pnitàgores de Salamina
Pnitàgores o Pintàgores (en llatí Pnytagoras, en grec antic Πνυταγόρας) fou rei de Salamina de Xipre, on segurament va succeir en el tron a Nicocles. El seu parentiu amb el seu antecessor o altres reis no està establert, però se suposa que era germà o nebot d'Evàgores II i segurament fill de Nicocles.
L'any 351 aC l'illa de Xipre es va revoltar contra Pèrsia que hi exercia sobirania després de la pau d'Antàlcides el 386 aC, i just llavors, Pnitàgores apareix ja al front de l'hegemònic regne de Salamina. Evàgores II va participar en l'expedició del 350 aC que tenia per objecte recuperar l'illa per a Pèrsia i va aconseguir el domini dels petits principats però el setge de Salamina es va allargar i Pnitàgores va enviar la seva ofertes de submissió al rei de Pèrsia i així va veure's confirmat en el tron el 344 aC, segons Diodor de Sicília, un tron que li havia estat promès a Evàgores II que ara governava l'illa com a sàtrapa persa. Evàgores II va ser destituït i enviat a una satrapia llunyana.
Encara romania al tron el 332 aC quan Alexandre el Gran va conquerir Fenícia, i va ser un dels prínceps que es va presentar al conqueridor macedoni i li va oferir la seva submissió. Va dirigir la flota que va ajudar a Alexandre en el setge de Tir. En un combat naval prop de Tir, van enfonsar la seva nau però es va salvar i va ser recompensat per Alexandre amb ric presents i alguns territoris. El seu fill Nitadó va acompanyar a Alexandre en la seva campanya a l'Índia, i va ser comandant d'una trirrem en el seu descens per l'Indus.